# Samuel Horgan
Samuel Horgan (* 20. April 1987) ist ein ehemaliger neuseeländischer Radrennfahrer.

## Karriere
Samuel Horgan gewann 2007 zwei Teilstücke bei der Tour of Canterbury und belegte in der Gesamtwertung am Ende Platz zwei. Im darauf folgenden Jahr wurde er Zweiter bei dem Eintagesrennen Main Divide Cycle Race. Bei der Tour of Canterbury gewann er 2008 eine Etappe. Von 2009 bis 2012 fuhr Horgan für das neuseeländische Continental Team Subway-Avanti. Bei der Ozeanienmeisterschaft 2009 belegte er den dritten Platz im Einzelzeitfahren der U23-Klasse. 2012 wurde er Zweiter bei den Neuseeländischen Meisterschaften im Einzelzeitfahren. Im gleichen Jahr wurde er Ozeanienmeister im Einzelzeitfahren und Sechster im Straßenrennen. 2013 wechselte er zum Team Budget Forklifts. Hier konnte er neben seinem Sieg Platz 5 bei den Neuseeländischen Meisterschaften im Einzelzeitfahren und Platz 7 bei den New Zealand Cycle Classic erreichen. 2014 wurde er wieder Zweiter bei den Neuseeländischen Meisterschaften im Einzelzeitfahren, Dritter bei Melbourne to Warrnambool Cycling Classic und Sechster bei den Ozeanischen Meisterschaften im Einzelzeitfahren. 2015 wurde er Fünfter beim Straßenrennen der Ozeanischen Meisterschaften und Sechster bei den Neuseeländischen Meisterschaften im Einzelzeitfahren. Nach der Saison 2015 verließ er das Team, nahm aber offensichtlich bis 2018 an den Neuseeländischen Meisterschaften im Straßenrennen und Einzelzeitfahren teil. 2018 wurde er nochmals Vierter Neuseeländischen Meisterschaften im Einzelzeitfahren. Danach beendete er seine Karriere.

## Erfolge
2012
- Ozeanienmeister – Einzelzeitfahren
- Neuseeländische Meisterschaft – Einzelzeitfahren

2013
- Melbourne to Warrnambool Cycling Classic

2014
- Neuseeländische Meisterschaft – Einzelzeitfahren

## Platzierungen in der UCI Oceania Tour
| 2009 | 2010 | 2011 | 2012 | 2013 | 2014 | 2015 |
| ---- | ---- | ---- | ---- | ---- | ---- | ---- |
| 35.  | -    | -    | 8.   | 28.  | 24.  | 9.   |